# Çağırgan
Çağırgan ist eine Kleinstadt im Landkreis Tavas der türkischen Provinz Denizli. Çağırgan liegt etwa 75 km südlich der Provinzhauptstadt Denizli und 30 km südlich von Tavas. Çağırgan hatte laut der letzten Volkszählung 934 Einwohner (Stand Ende Dezember 2010).
Das Verwaltungsgebiet von Çağırgan gliedert sich in zwei Stadtteile, Fatih Mahallesi und Yavuz Mahallesi, die jeweils von einem Muhtar verwaltet werden.
Zwischen 1960 und 1980 sind viele der Einwohner als Gastarbeiter nach Westeuropa ausgewandert. Etwas mehr als 2000 Menschen aus Çağırgan leben derzeit im Ausland, besonders in Deutschland, Österreich und der Schweiz, die meistens in den Sommerferien ihre Heimatstadt besuchen.
Die Mehrheit der Bevölkerung ist in der Landwirtschaft beschäftigt. Der Tabakanbau ist mit Abstand die größte Einnahmequelle der Bevölkerung. Des Weiteren werden Weizen, Gerste, Thymian, Zwiebeln und Zuckermelonen angebaut.